# 顧沛然
顧沛然（英語：Rex Koo），出生于香港，香港作家、畫家及平面設計師，主要從事設計及視覺方面的創作。

## 生平
顧沛然香港華仁書院畢業後，曾於明愛白英奇專業學校修讀平面設計，後於英國曼徹斯特索爾福德大學（University of Salford）修讀平面設計並取得榮譽學士學位。
畢業回港後曾先後於 Shya-la-la Workshop 及 Communion W 擔任平面設計及美術指導工作。參與項目包括電影《花樣年華》的海報、電影原聲大碟及相關宣傳平面設計，Now TV 開台宣傳工作，叱咤樂壇流行榜頒獎典禮宣傳工作及大量本地歌手如張國榮、陳奕迅、達明一派、許志安、莫文蔚及古巨基等唱片封套設計。
2005年開始，顧沛然以自由創作人身份創作，除平面設計以外亦開始發展插畫方面的創作。曾以藝術家身份受邀為 Nike、Camper、植村秀、佐丹奴 、Dr Martens 及 HMV 等品牌合作。
2013年夏天，舉辦第一次個人展覽「Simple People Exhibition」，首次發表一系列以平面設計常用元素 Grid 為基礎創作的人像畫，獲得極大好評。其後 Simple People 先後與品牌 Kapok、Loveramics、beats、Casetify 等推出不同系列的產品。亦曾為外國樂隊 OK Go 繪畫 Simple People 肖像並設計演唱會海報。2014年 Simple People 於尖沙咀海港城 Lcx 舉辦第二次展覽「Simple People Simple Evolution」，是次展覽把 Simple People 由2D平面銳變至3D立體化。展覽後來更於大上海時代廣場及重慶時代廣場作巡迴展覽。
2015年，發表第一本個人創作刊物《Only you can take me 取西經》，主題以八九十年代港產片為主題。
2017年，顧沛然舉辦畫展，重現多幕上世紀八、九十代經典港產片流血、死亡鏡頭。接受訪問時表示素來很留意電影中各種死法，因此從電影看死亡，也想帶出對死的反思。
2020年，發表第一部漫畫作品《城寨誌異》。並獲得第十四屆日本國際漫畫賞銅賞。

## 展覽
- 2021年：《深水埗人_人》人人鬆dd（深水埗南昌街休憩處 (五) ）
- 2020年：《奔向未來日子》（dotdotdot gallery）
- 2019年：《藝廟春祭》（合舍）
- 2018年：《MULTIVERSE exhibition》（Parallel Space）
- 2017年：《七孔流血》（Common Room & Co. Hong Kong）
- 2017年： Hong Kong Cinéma（L’Isle Jourdain, France）
- 2016年：《柒紙媒 ─ 紙上北角》Hong Kong Open Printshop's 7-Paperholic [7]
- 2015年：Simple People Simple Evolution（重慶時代廣場）
- 2014年：Simple People Simple Evolution（大上海時代廣場）
- 2014年：Simple People Simple Evolution（海港城 Lcx）
- 2014年：Jordan x Slam Dunk（Osage Gallery）[8]
- 2014年：Asia Hotel Artfair（Marco Polo Hong Kong Hotel）
- 2013年：Simple People Exhibition（Haji Gallery）
- 2012年：Nike Global Marketing Submit（Osage Gallery）
- 2009年：Untited Enemies（Above Second）
- 2008年：Homeless Dictator（Helsinki Biennale Finland）
- 2008年：Nike The Power of One charity show
- 2007年：Get It Louder（Beijing / Guanzhou / Shanghai）
- 2005年：The Place Project（Vasava Spain）

## 出版物
- 2013年：RMM Art Book No.12 "Facing Myself" （页面存档备份，存于）
- 2015年：《Only you can take me取西經》
- 2016年：《當年相戀意中人》[9]
- 2017年：《七孔流血還七孔流血死還死》(ISBN 9789887841074)
- 2020年：《城寨誌異》Vol.1

## 獎項
- 2020第十四屆日本國際漫畫賞銅賞
- Perspective's 40 Under 40 Awards 2013：Best Graphic Designer

## 外部連結
- Rex Koo Facebook專頁
- Rex Koo instagram （页面存档备份，存于）
- rexkoo.com （页面存档备份，存于）
- Rex Koo on Behance （页面存档备份，存于）
- Simple People
- Atmosphere interview （页面存档备份，存于）